# Corinna cruenta
Corinna cruenta là một loài nhện trong họ Corinnidae.
Loài này thuộc chi Corinna. Corinna cruenta được Philip Bertkau miêu tả năm 1880.